# セファピリン
セファピリン（英：Cefapirin（INN）、cephapirinとも表記）は注射可能な第一世代のセファロスポリン系抗生物質である。Cefadylの商品名で販売されている。
米国では、ヒトに使用するための生産は中止されている。
また、intrauterine preparationであるMetricureや、プレドニゾロンと組み合わせたintramammary preparationであるMastiplanとして、獣医学的な役割も担っている。いずれも牛で承認されている。

## 合成

Cephapirin synthesis:

合成法の一つは、7-アミノセファロスポラン酸（7-ACA）をブロモアセチルクロリドと反応させてアミドを得る。その後、ハロ基は4-チオピリジンで置換される。